# (2023) Asaph
(2023) Asaph es un asteroide que forma parte del cinturón de asteroides y fue descubierto por el equipo del Indiana Asteroid Program el 16 de septiembre de 1952 desde el Observatorio Goethe Link de Brooklyn, Estados Unidos.

## Designación y nombre
Asaph se designó al principio como 1952 SA.
Posteriormente fue nombrado en honor del astrónomo estadounidense Asaph Hall (1829-1907), descubridor de los satélites de Marte.

## Características orbitales
Asaph orbita a una distancia media del Sol de 2,876 ua, pudiendo alejarse hasta 3,682 ua y acercarse hasta 2,07 ua. Su inclinación orbital es 22,35° y la excentricidad 0,2803. Emplea en completar una órbita alrededor del Sol 1782 días.